# Манто (мифология)

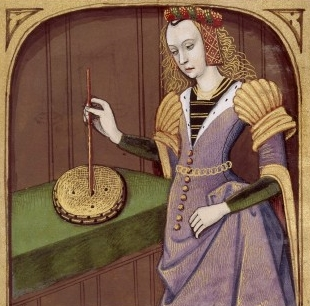
Манто на иллюстрации к «De mulieribus claris»

Манто (др.-греч. Μαντώ «вещая») — персонаж греческих мифов.
Прорицательница в Фивах. Дочь прорицателя Тиресия; имя происходит от греческого слова, означающего «пророчица».
По Овидию, современница Ниобы. Камень «Седалище Манто» был в Фивах у входа в храм Аполлона.
Согласно более поздним мифам, после разрушения Фив Эпигонами Манто оказалась в Дельфах (аргивяне отправили её в Дельфы как часть добычи). Её называют Дафной. В Дельфах она написала множество прорицаний, из которых потом стихи заимствовал Гомер. Её прозвали Сивиллой.
Из Дельф она была отправлена Аполлоном в Колофон, чтобы основать там святилище бога, и вышла замуж за Ракия, от которого родила прорицателя Мопса (либо отцом Мопса называется Аполлон). Основала храм и оракул Аполлона в Кларосе.
Согласно Еврипиду, родила от Алкмеона детей Амфилоха и Тисифону.
Манто появляется (вместе с отцом) в трагедии Еврипида «Финикиянки»; у неё небольшая роль без слов. Действующее лицо в трагедии Сенеки «Эдип».
В честь Манто назван астероид (870) Манто, открытый в 1917 году.